# Andreas Huonker
Andreas Huonker, genannt Andy, auch „Gold-Huonker“ (* 20. Januar 1852 in Leidringen, Württemberg; † 23. Januar 1931 Berkeley, Kalifornien) war ein deutscher Auswanderer und Goldsucher in Nordamerika.

## Leben
Er war ein Sohn des Kleinbauern Andreas Huonker (1809–1892) und der Katharina Bischoff (1810–1874). Die wirtschaftliche Lage veranlasste den 17-Jährigen im Jahr 1869 dazu, nach Amerika auszuwandern. Dabei verzichtete er auf die heimatlichen, ihm zustehenden Bürgerrechte. Mit dem Segeldampfschiff Germania fuhr er von Hamburg nach New York. Nach zwölf Jahren als Bergmann und Prospektor in den Rocky Mountains gelangte er nach Alaska.
Am 11. September 1896 steckte er seinen ersten Claim am Klondike einem Nebenfluss des Yukon River ab, als zweiter Mensch nach George Carmack.
Sein Partner, der Schwede Charles M. Johnson, verlor bei einem Münzwurf mit einem Halbdollar, und »Andy« erhielt die Rechte an dem Claim an einem kleinen Nebenfluss des Klondike. Er registrierte ihn unter dem Namen »Hunker Creek«. Doch bereits 1897 verkaufte Huonker den Claim für eine hohe Summe. Die bedeutenden Goldfunde fanden jedoch erst ein Jahr später statt und lösten den Klondike-Goldrausch aus.
Als Passagier der Fürst Bismarck bereiste er 1901 mit seiner Frau Deutschland. 1902 zog er nach San Francisco, wo er einen großen Teil seines Vermögens in Immobilien anlegte. Durch das große Erdbeben von 1906 hatte er so gut wie alles wieder verloren.
Einige Örtlichkeiten sind im Yukon nach ihm benannt worden: »Hunker Creek«, »Hunker Valley«, »Hunker Summit« und »Hunker Road«.